# Наум Багалов
Наум (Нумо) Търпов Багалов (на английски: Naum Tarpo Bagaloff) е български революционер, деец на Вътрешната македоно-одринска революционна организация, емигрантски общественик, деец на Македонската патриотична организация в САЩ.

## Биография
Роден е на 30 ноември 1882 година в костурското село Дъмбени, тогава в Османската империя, днес Дендрохори, Гърция. Влиза във ВМОРО в 1901 година още на ранна възраст. Взима участие в Илинденско-Преображенското въстание първоначалано с Дъмбенската чета, в която е най-младият четник, а след това е зачислен към центровите чети на Лазар Поптрайков и Иван Попов. По време на въстанието участва активно в действията на съединените костурски и лерински чети в Вич и Върбица, а след това се придвижва с центровите чети към Мариово. Участва в трите сражения, които сборните чети на Толе паша, Дедо Кольо, Пере Тошев и Гьорче Петров дават на османските части, като в това при Чанища е ранен в лявото рамо.
След въстанието се легализира, но продължава да се занимава с революционна дейност и да е член на селската милиция. В 1908 година с четите на Христо Цветков и Пандо Сидов обикаля Костенарията, Билища, Корча, Ресен, Битоля и Лерин.
По време на Балканската война в 1912 година оглавява селска чета, която извършва различни акции срещу турците.
След войните емигрира в САЩ и се установява в Хамънд, Индиана. Участва в дейността на българските македонски емигрантски организации.